# Список рекордів серійних автомобілів
Список автомобільних рекордів — список, що включає автомобілі за такими критеріями як найменший, найбільший, найшвидший, найлегший тощо.
Список обмежений серійними дорожніми автомобілями, які:
- були призначені в основному для роздрібного продажу споживачам для особистого користування, що перевозять людей дорогами загального користування. Комерційні та промислові транспортні засоби не включені.
- Мав 25 або більше примірників, виготовлених оригінальним виробником транспортних засобів, що пропонувались для продажу громадянам в новому стані (автомобілі, що модифіковані професійними тюнерами чи приватними особами, не включені у список).

## Розміри

### Довжина
- Найдовші

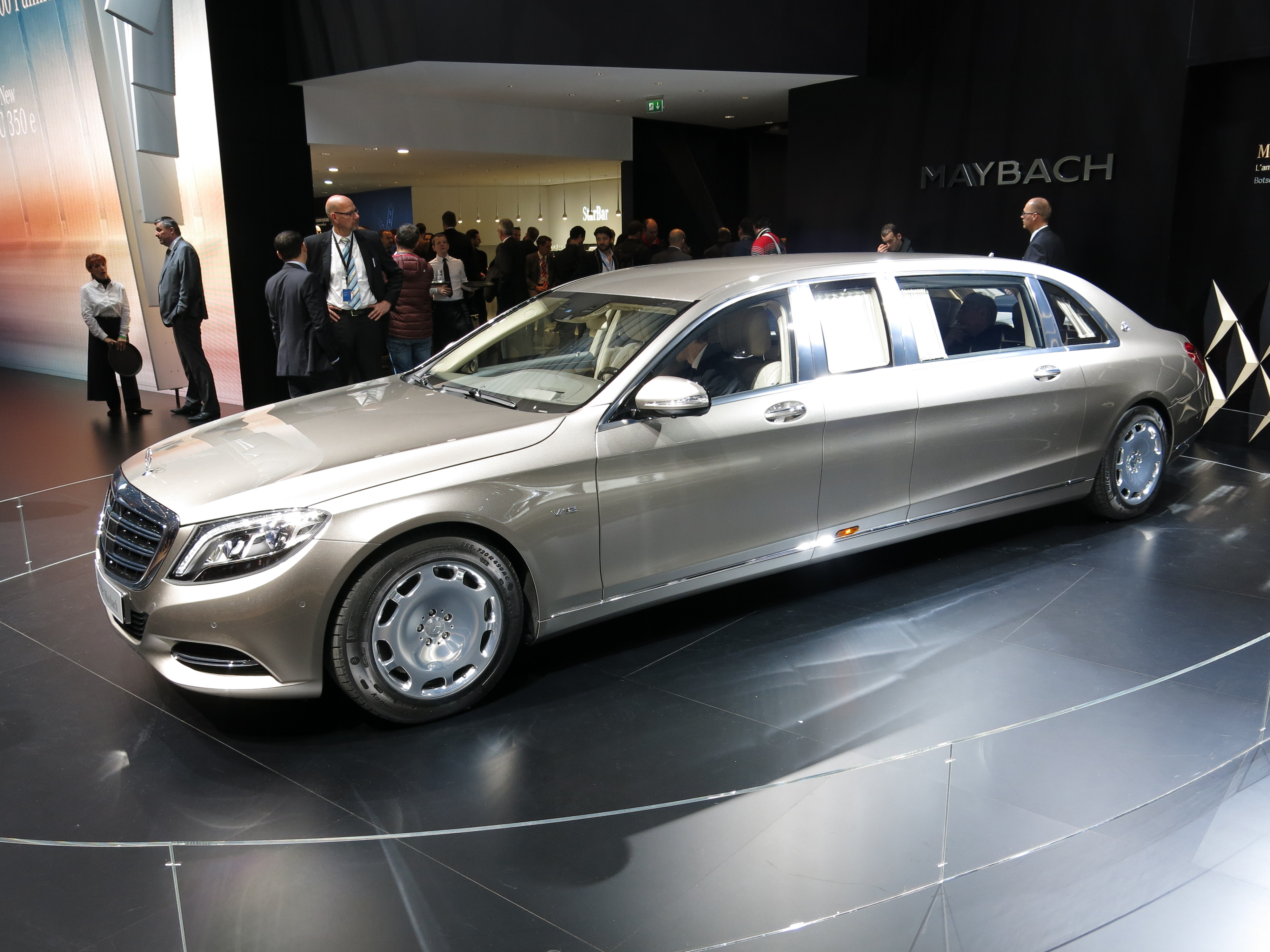
Mercedes-Maybach S600 Pullman

  - Поточний серійний автомобіль — 6499 мм — Mercedes-Maybach Pullman 2016 року
  - Серійний автомобіль — 6852 мм — восьмидверний Checker Aerobus 1962—1977
  - Серійний універсал — 6852 мм — дев'ятидверний Checker Aerobus 1962—1977
  - Серійний кабріолет — 6096 мм — Cadillac V-16 1934—1935
  - Пікап — 6680 мм — Ford F-250 / F-350
  - Позашляховики
    - Поточний позашляховик — 5700 мм — Chevrolet Suburban 2015 року
    - Позашляховик — 5758 мм — Ford Excursion

  - Фургон — 7628 мм — Iveco Daily
- Найкоротші
  - Поточний серійний автомобіль — 1371 мм — Peel P50 2011 року[1]
  - Серійний автомобіль — 1340 мм — Peel P50 1962—1965
  - Двомісний серійний автомобіль — 1854 мм — Peel Trident
  - Чотиримісний серійний автомобіль — 2900 — BMW 600 (1957—1959, міжнародний)[2]
  - Позашляховик — 2324 мм — Crosley Farm-O-Road 1950—1952 рр.
  - Повнопривідний автомобіль — 2718 мм — M422 Mighty Mite 1959—1962
  - Легка військова вантажівка — 2718 мм — M422 Mighty Mite 1959—1962

### Ширина (без дзеркал)
- Найширші

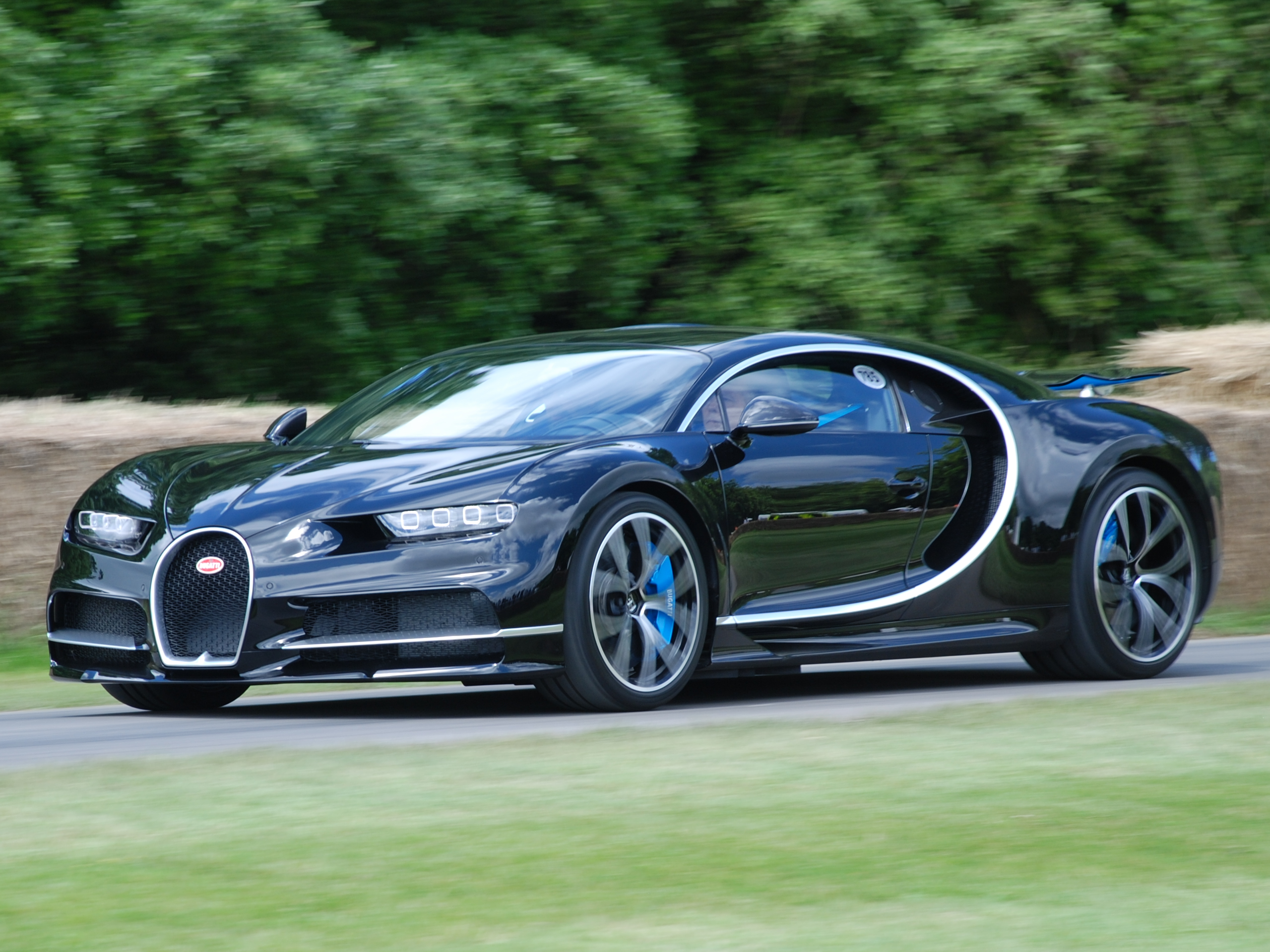
Bugatti Chiron

  - Поточний серійний автомобіль — 2038 мм — Bugatti Chiron
  - Серійний автомобіль — 2105 мм — Chrysler Crown Imperial 1953–54
  - Серійний кабріолет — 2096 мм — Maserati MC12 2004 року
  - Серійний універсал — 2070 мм — Mercury Colony Park / Commuter та Ford Country Squire / Country Sedan / Ranch Wagon
  - Обмежений серійний кабріолет — 2100 мм (броньований) — Mercedes-Benz 770 W150 1938—1943[3]
  - Пікап — 2457 мм — Chevrolet Silverado 3500HD[4]
  - Позашляховик — 2197 мм — Hummer H1 1991—2006
  - Фургон
    - Поточний фургон — 2126 мм — Ford Transit
    - Фургон — 2205 мм — Mercedes-Benz Vario
    - Фургон — 2205 мм — Mercedes-T2 613D Dudo Breitmaul
- Найвужчі
  - Поточний серійний автомобіль — 1475 мм — всі японські автомобілі типу кей-кар
  - Серійний автомобіль — 990 мм — 1962—1965 Peel P50

### Висота
- Найвищі

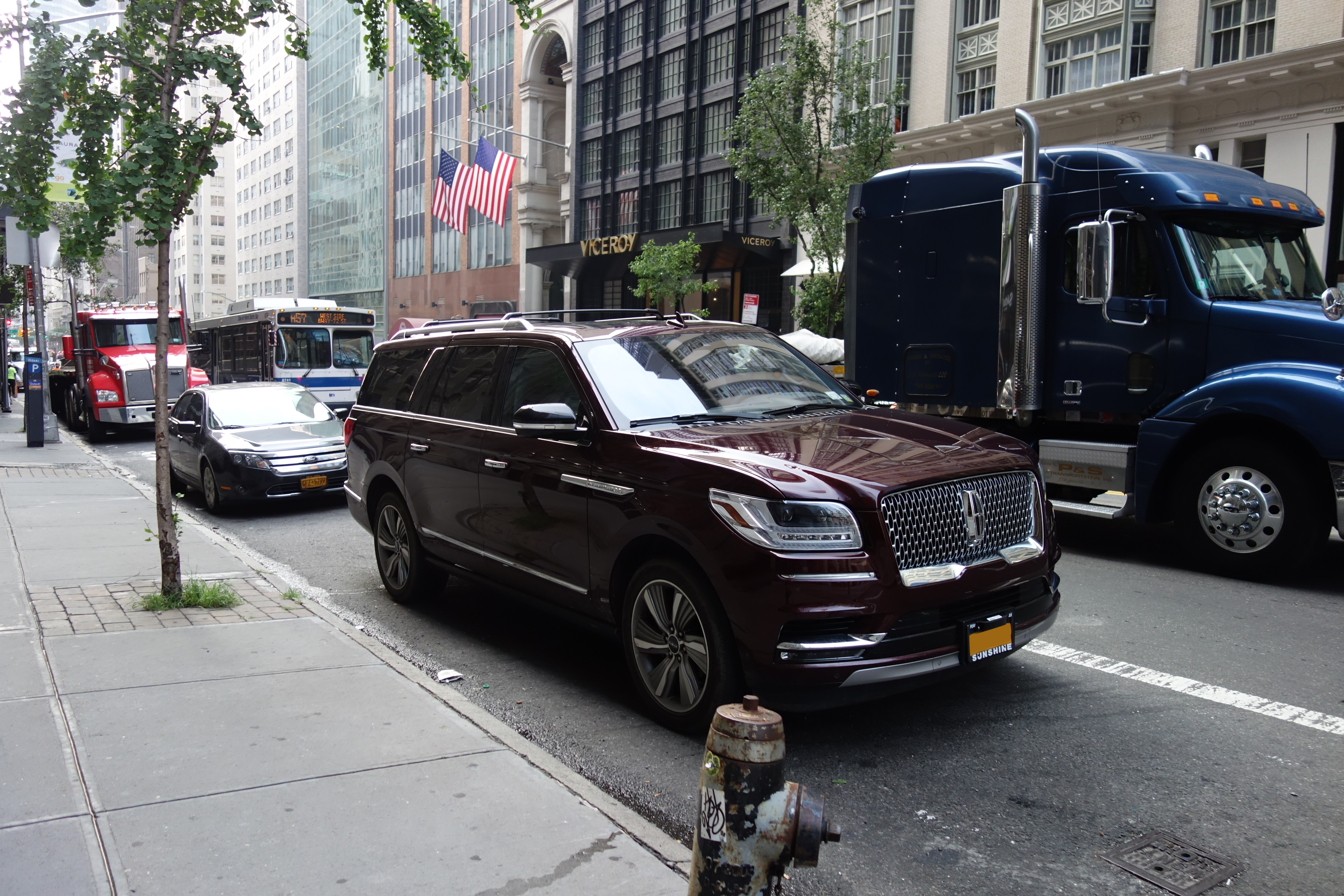
Lincoln Navigator

  - Поточний серійний автомобіль — 1835 мм — Daihatsu Wake / Hijet Caddy / Toyota Pixis Mega
  - Серійний автомобіль — 2550 мм — Fiat 60 HP 1904—1909
  - Пікап — 2956 мм — Brabus Unimog U500 Black Edition
  - Позашляховик
    - Поточний позашляховик — 1989 мм — Ford Expedition та Lincoln Navigator
    - Позашляховик — 2042 мм — Ford Excursion

  - Фургон — 3055 мм — Mercedes-Benz Sprinter
- Найнижчі
  - Поточний серійний автомобіль — 1015 мм — Caterham 7 CSR
  - Серійний автомобіль — 810 мм — Lotus Eleven 1956—1958
  - Обмежений серійний автомобіль — 736.6 мм — Probe 15 1969 року[5]

### Колісна база

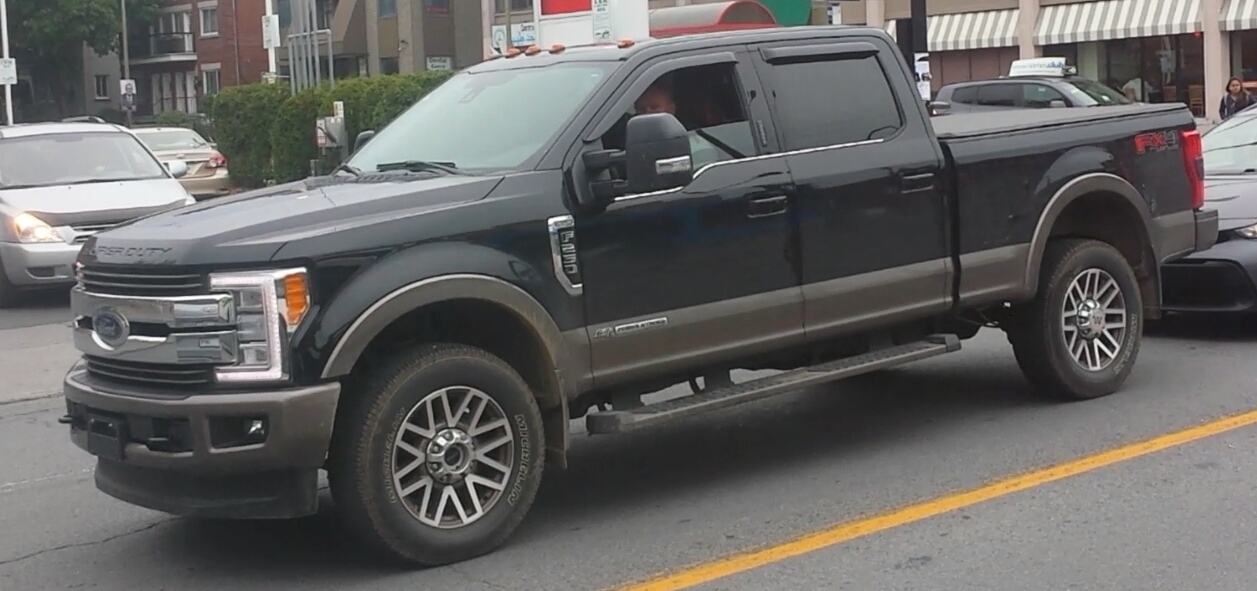
Ford F-250 Crew Cab

- Найдовші
  - Серійний автомобіль — 4418 мм — Mercedes-Maybach Pullman 2016 року
  - Серійний кабріолет — 3912 мм — Cadillac V-16 1933—1937
  - Серійний універсал — 3340 мм — Chrysler New Yorker Town and Country 1950–51 роки
  - Обмежений серійний автомобіль — 4572 мм — прототип Bugatti Royale 1927 року
  - Обмежене серійне купе — 4300 мм — Bugatti Royale Kellner 1931 року
  - Обмежений седан — 453 мм — Duesenberg Model J 1937 року
  - Пікап — 4379 мм — Ford F-250 / F-350
  - Позашляховик — 3327 мм — Ford Expedition EL та Lincoln Navigator L
  - Фургон — 4332 мм Nissan NV400, Opel / Vauxhall Movano та Renault Master
- Найкоротші
  - Поточний серійний автомобіль — 1867 мм — Smart Fortwo
  - Серійний автомобіль — 1 270 мм (50,0 дюйм) — Peel P50 1962—1965

### Колія коліс

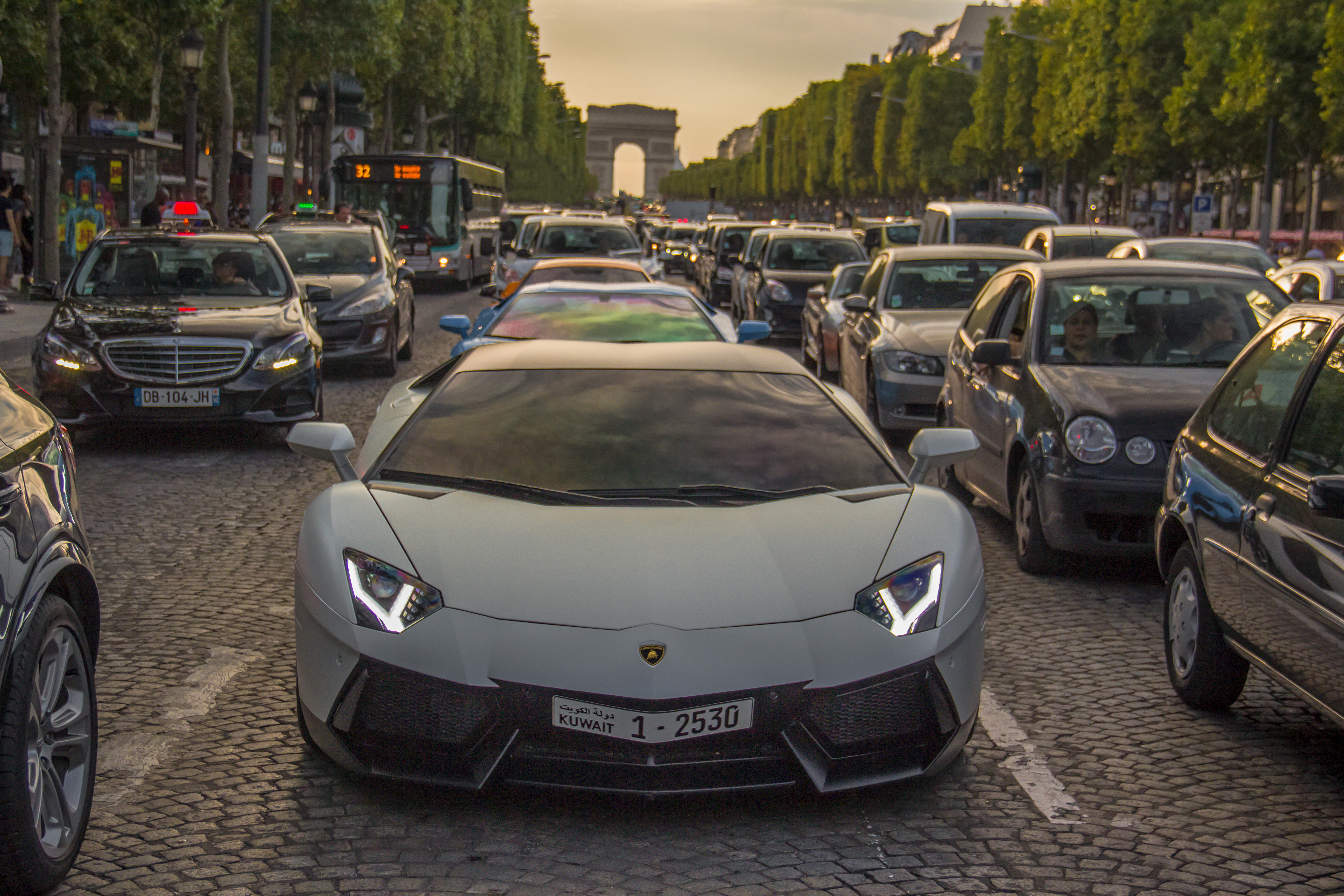
Lamborghini Aventador

- Найширші спереду
  - Серійний автомобіль — 1720 мм — 2011 Lamborghini Aventador
  - Серійний універсал — 1628 мм — 1968—1978  Mercury Colony Park / Marquis / Monterey
  - Пікап — 2235 мм — 2020 Ram 1500 TRX
  - Позашляховик
    - Поточний позашляховик — 1745 мм — Cadillac Escalade, Chevrolet Suburban та GMC Yukon
    - Позашляховик — 1819 — Hummer H1 1991—2006

  - Фургон — 1786 мм — Ford E-150
- Найширші позаду
  - Серійний автомобіль — 1722 мм BMW i8[6]
  - Серійний кабріолет — 1722 мм — BMW i8 Roadster
  - Серійний універсал — 1633 мм — Mercury Colony Park / Marquis / Monterey та Ford Country Squire / Country Sedan / Ranch Wagon
  - Пікап — 1925 мм — Dodge Ram 3500 DRW
  - Позашляховик
    - Поточний позашляховик — 1744 мм — Cadillac Escalade, Chevrolet Suburban та GMC Yukon
    - Позашляховик — 1819 мм — Hummer H1 1991—2006

  - Фургон — 1915 мм Ford E-350
- Найвужчий спереду — 990 мм — Peel P50 1962—1965
- Найвужчий позаду — 521 мм — Isetta 1953—1961

### Вага

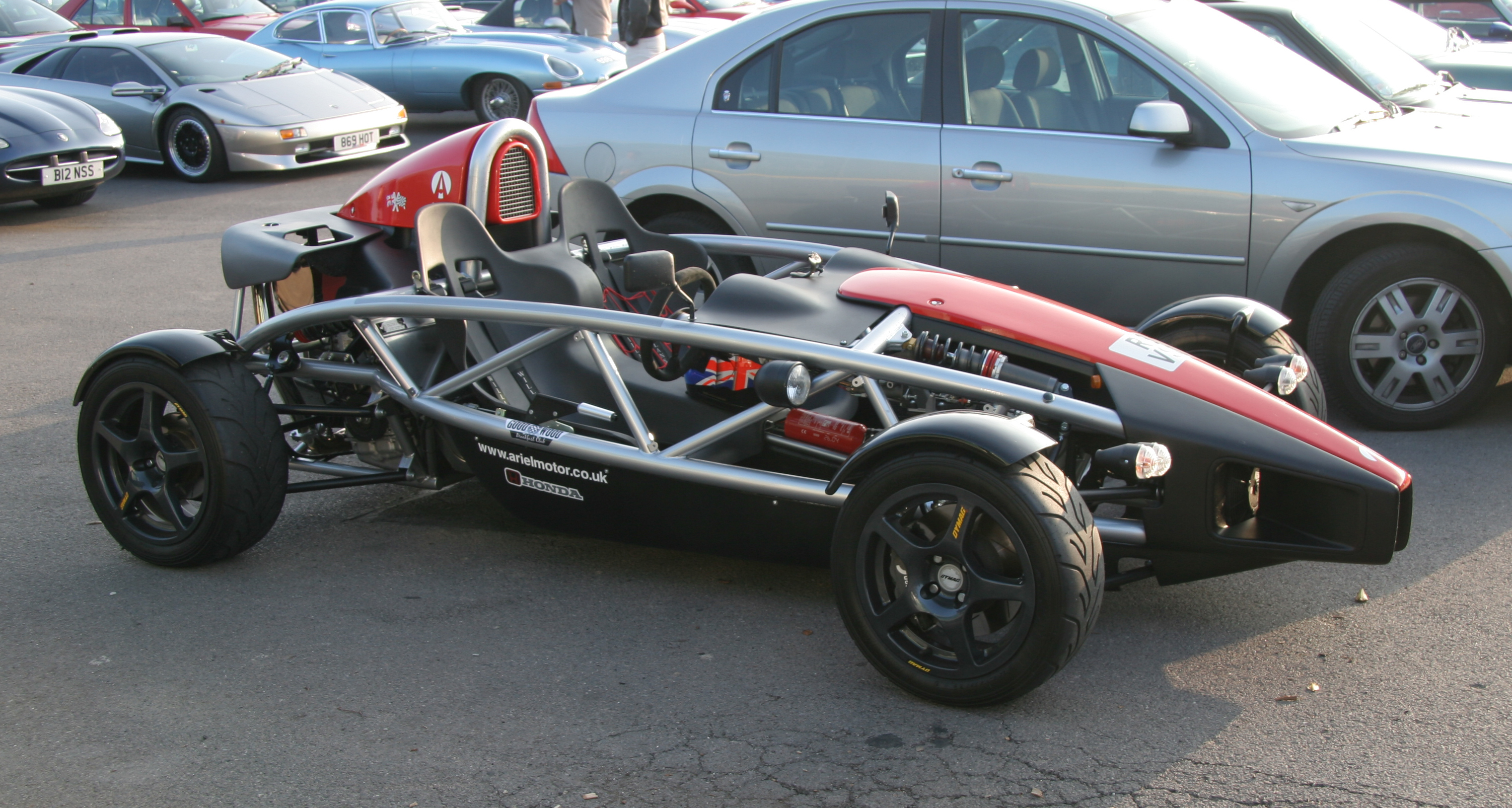
Ariel Atom

- Найважчі
  - Серійний автомобіль — 5100 кг — Mercedes-Maybach S600 Pullman Guard 2017 року[7]
  - Серійний кабріолет — 2721.5 кг — Cadillac V-16 1933—1937
  - Серійне купе — 2721.5 кг — Cadillac V-16 1933—1937
  - Серійний універсал — 2449.5 кг — Buick Estate (1973–74) та Oldsmobile Custom Cruiser
  - Обмежений серійний кабріолет — 4400 кг (броньований) — Mercedes-Benz 770 W150 1938—1943[3]
  - Обмежене серійне купе — 3175 кг — Bugatti Royale Kellner 1931 року
  - Пікап — 6600 кг — International XT
  - Позашляховик — 5900 кг — 2008 Conquest Knight XV
  - Фургон
    - Поточний фургон — 3075 кг — Iveco Daily
    - Фургон — 4380 кг — Mercedes-Benz Vario
- Найлегші
  - Поточний серійний автомобіль — 456 кг — Ariel Atom
  - Серійний автомобіль — 59 кг — 1962—1965 Peel P50

## Об'єм двигуна

### Найменші
- Поточний серійний автомобіль — 0,66 л — Caterham 7 160 і всі автомобілі кей-кар
- Серійний автомобіль — 0,049 л — Peel P50 1962—1965
  - Двоциліндровий — 0,352 л — Honda N360 1967—1972
  - Трициліндровий — 0,356 л — Suzuki Fronte1967 року
  - Чотирициліндровий — 0,356 л — Honda T360 1963—1967
  - П'ятициліндровий — 1,921 л — Audi 100 1980—1982
  - Шестициліндровий — 1,597 л — Mitsubishi Mirage 1992—1994
  - Восьмициліндровий — 1,991 л — Ferrari 208 GT4 1975—1980
  - Десятициліндровий — 4,805 л — Lexus LFA 2010—2012
  - Дванадцятициліндровий — 2,000 л — Ferrari 166 Inter 1948—1950

### Найбільші
- Поточний серійний автомобіль — 7,993 л — Bugatti Chiron 2017 року
- Серійний автомобіль — 13,503 л — Pierce-Arrow 6-66 Raceabout (1912—1918) та 1912—1914 Peerless 6-60
- Трициліндровий — 1,988 л — Koenigsegg Gemera 2020 року[8]
  - Чотирициліндровий — 3,200 л — Mitsubishi Pajero 1999—2006 — двигун 4М4
  - П'ятициліндровий — 3,653 л — Chevrolet Colorado 2007—2012
  - Восьмициліндровий — 8,194 л — Cadillac Eldorado 1970—1976
  - Десятициліндровий — 8,382 л — Dodge Viper 2013—2017
  - Дванадцятициліндровий — 11,310 л — Hispano-Suiza J12 1935—1938

## Ціна
- Найдорожчі (виробнича ціна) — US$3 260 000 — Bugatti Chiron Sport[9]
- Найдешевші (виробнича ціна) — US$125 (US$1909 з урахувіванням інфляції, станом на 2019 рік) — Briggs & Stratton Flyer 1922 року
- Найдорожчий на аукціоні — US$48,405,000 Ferrari 250 GTO 1962 року (проданий у 2018)[10]
- Найдорожчий у приватному продажі — US$70,000,000 Ferrari 250 GTO 1963 року (2018)[11]
- Найдорожчий концепт-кар — US$8,000,000 Maybach Exelero 2005 року

## Швидкість

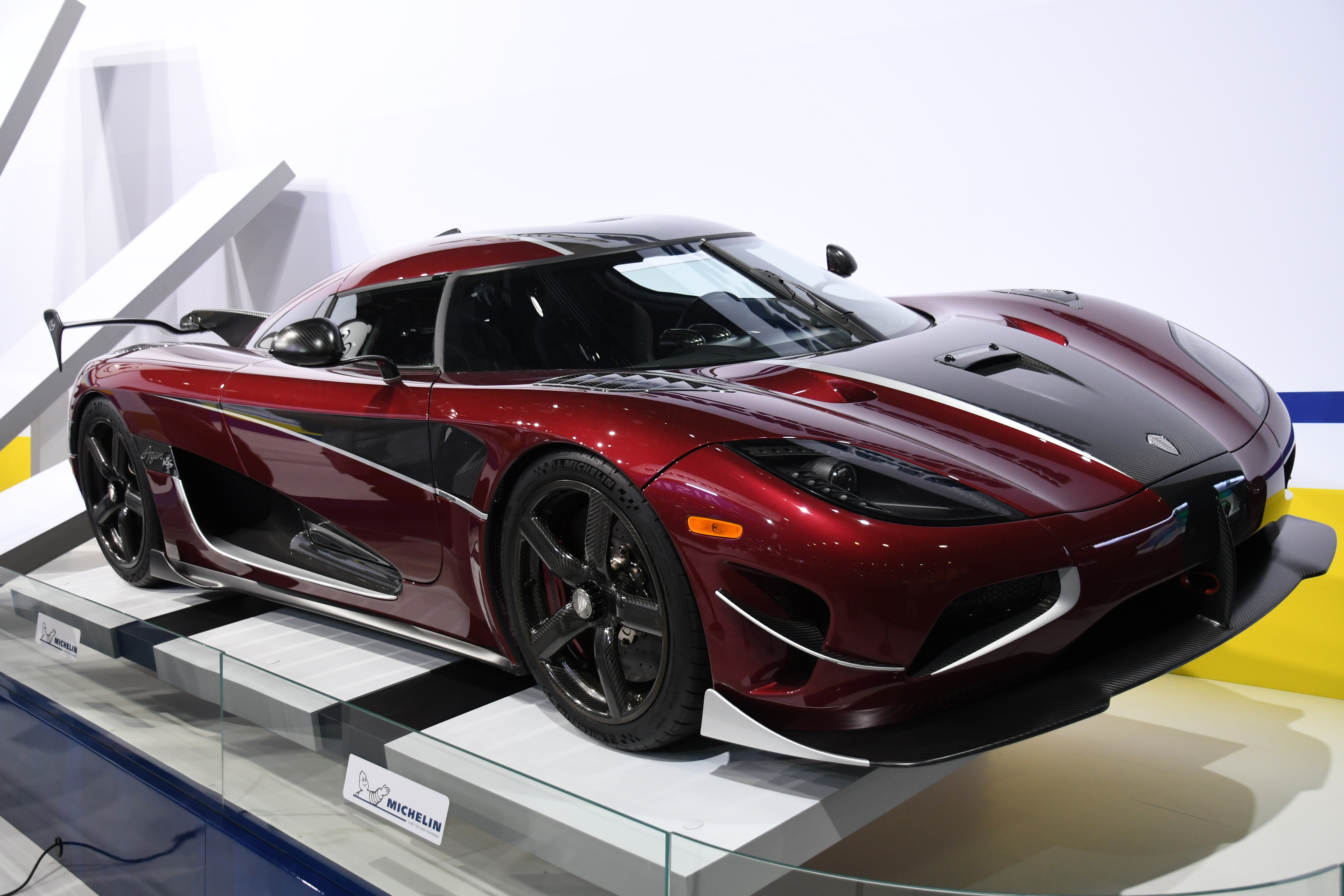
Koenigsegg Agera RS

### Прискорення
- Найшвидший від 0 до 97 км/год (0 до 60 миля/год) — 2,2 секунди — Porsche 918 Spyder[12][13]
- Найшвидший від 0 до 100 км/год (0 до 62 миля/год) — 2,5 секунди — Porsche 911 Turbo S[14][15]
- Найшвидший від 0 до 161 км/год (0 до 100 миля/год) — 4,5 секунди — Bugatti Veyron Super Sport[16]
- Найшвидший від 0 до 200 км/год (0 до 124 миля/год) — 6,1 секунди — Bugatti Chiron[17]
- Найшвидший від 0 до 400 км/год (0 до 249 миля/год) — 22,82 секунди — Koenigsegg Regera[18]

### Максимальна швидкість
- Найвища максимальна швидкість (бензиновий двигун з наддувом) — Koenigsegg Agera RS — 447,19 км/год (277,87 миля/год)[19]
- Найвища максимальна швидкість (атмосферний двигун) — McLaren F1 — 355 км/год (221 миля/год)
- Найвища швидкість (дизельний двигун з наддувом) — BMW Alpina D5 S — 286 км/год (178 миля/год)